# Mrežničko Dvorište
Mrežničko Dvorište is een plaats in de gemeente Duga Resa in de Kroatische provincie Karlovac. De plaats telt 81 inwoners (2001).